# 石田龍之進
石田 龍之進（いしだ たつのしん、1999年9月1日 - ）は、北海道苫小牧市出身のプロアイスホッケー選手。ポジションはゴールテンダー。オーストラリアン・アイスホッケーリーグ（AIHL）のメルボルン・アイスに所属。愛称は"タッツ"。

## 経歴
白樺学園高等学校から関西大学に進学。

### プロ入りとGRITS時代

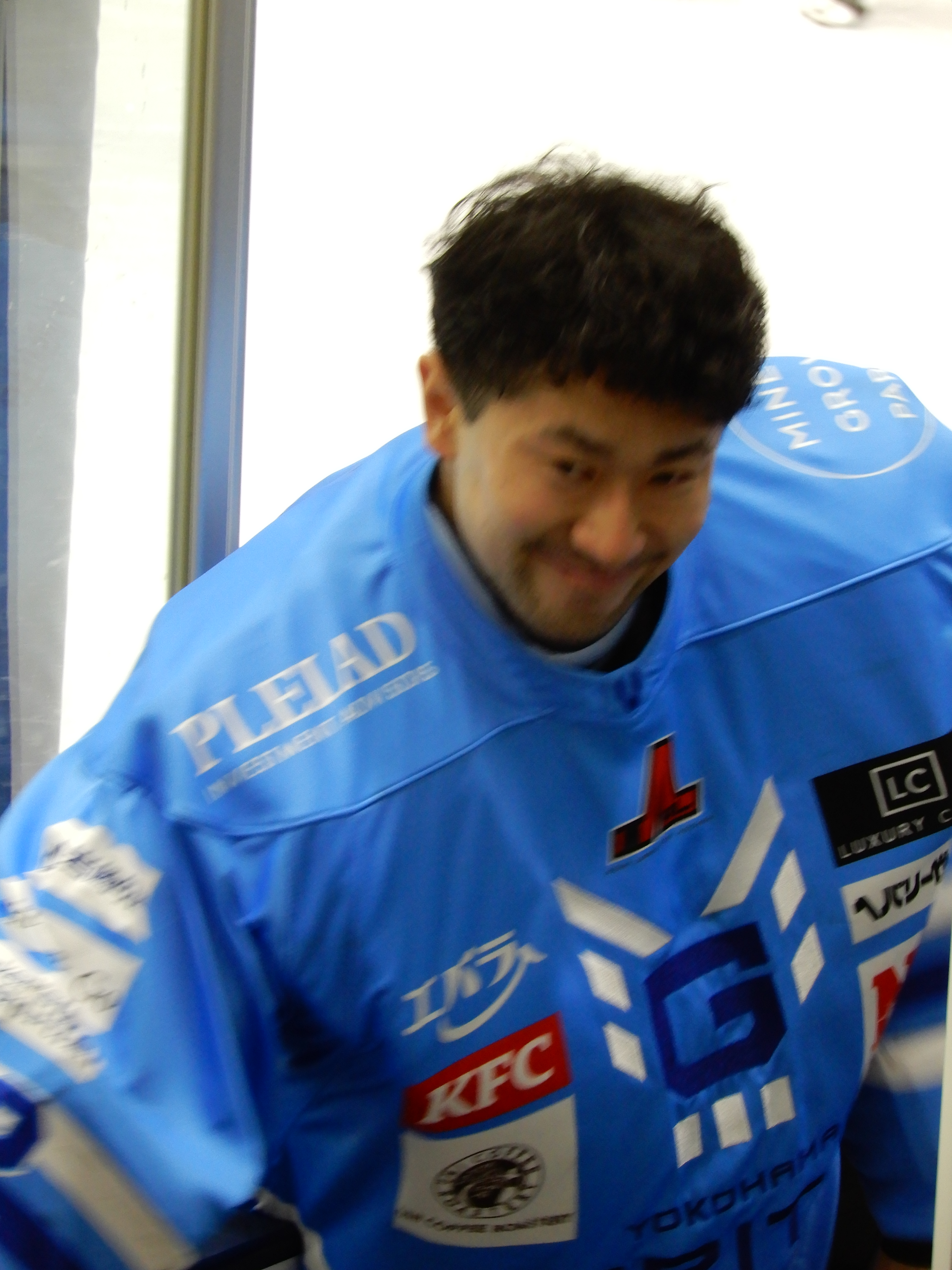
横浜GRITS時代
(2023年12月5日、KOSÉ新横浜スケートセンターにて)

2022年6月4日にアジアリーグアイスホッケーの横浜GRITSに入団した。
2023年6月14日に2023-24シーズンの契約継続が決定した。
2024年4月1日に契約満了で退団した。

### アイス時代
2024年4月2日にオーストラリアン・アイスホッケーリーグ（AIHL）のメルボルン・アイスに入団した。

## 人物
6歳の時に父親の影響でアイスホッケーを始める。